# 七磷化三铷
七磷化三铷是一种无机化合物，化学式为Rb3P7，它由笼状的P73−阴离子和Rb+构成。它可由铷和红磷按化学计量比在高温反应制得。它和四甲基碘化铵在液氨中反应，可以得到[(CH3)4N]2RbP7(NH3)。